# Minamiawaji
Minamiawaji (japanisch 南あわじ市 Minami-Awaji-shi, deutsch ‚[kreisfreie] Stadt Süd-Awaji‘) ist eine Stadt im Süden der Insel Awaji in der Präfektur Hyōgo in Japan. Zur Gemeinde gehört ebenfalls die Awaji vorgelagerte bewohnte Insel Nushima.

## Geschichte
Minamiawaji ging aus dem Zusammenschluss der ehemaligen Gemeinden Mihara, Midori, Seidan („West-Awaji“) und Nandan („Süd-Awaji“) am 11. Januar 2005 hervor.

## Verkehr
- Straße
  - Kobe-Awaji-Naruto-Autobahn
  - Nationalstraße 28

## Söhne und Töchter der Stadt
- Yasuhiro Hato (* 1976), Fußballspieler
- Higuchi Kiichirō (1888–1970), Generalleutnant
- Akira Kaji (* 1980), Fußballspieler
- Masao Kiba (* 1974), Fußballspieler

## Angrenzende Städte und Gemeinden
- Sumoto